# در مقابل طبیعت
« در مقابل طبیعت» (به فرانسوی: Contre nature) تک‌آهنگی فرانسوی از هنرمند اهل کانادا سلین دیون است که در ۲۹ مارس ۲۰۰۴ منتشر شد.